# Argyrosomus coronus
Argyrosomus coronus is een  straalvinnige vissensoort uit de familie van ombervissen (Sciaenidae). De wetenschappelijke naam van de soort werd voor het eerst geldig gepubliceerd in 1995 door Graham C. D. Griffiths en Phillip Clarence Heemstra.